# Giọng hát Việt
Giọng hát Việt (tiếng Anh: The Voice of Vietnam) là một cuộc thi ca hát trên truyền hình do Đài Truyền hình Việt Nam và công ty Cát Tiên Sa phối hợp tổ chức, dựa trên định dạng của chương trình The Voice đến từ Hà Lan. Chương trình được phát sóng vào mỗi tối chủ nhật hàng tuần trên kênh VTV3 từ ngày 8 tháng 7 năm 2012 đến ngày 21 tháng 7 năm 2019, và đã thực hiện được 6 mùa.
Điểm khác biệt của Giọng hát Việt so với các cuộc thi âm nhạc khác là việc các thí sinh sẽ tranh tài bằng giọng hát thực sự của mình, các yếu tố thuộc về phần "nhìn" của thí sinh sẽ được bỏ qua.

## Định dạng

### Vòng Giấu mặt (Blind Audition)
4 huấn luyện viên sẽ ngồi vào 4 chiếc ghế xoay tương ứng, quay mặt về phía khán đài và họ chỉ được nghe thí sinh thể hiện giọng hát mà không biết được ngoại hình, tên tuổi thí sinh ra sao. Nếu cảm nhận giọng hát hay, phù hợp với mình, huấn luyện viên sẽ bấm vào chiếc nút đỏ ngay trước mặt để xoay ghế về hướng sân khấu, điều này đồng nghĩa với việc huấn luyện viên đó đã chọn thí sinh về đội mình. Nếu có từ hai huấn luyện viên trở lên cùng lựa chọn thì thí sinh có quyền quyết định lựa chọn đội của một trong các huấn luyện viên đó, còn nếu không có huấn luyện viên nào bấm nút thì thí sinh bị loại. 
Trong mùa 5 (2018), ngoài nút chọn lớn trên ghế của từng huấn luyện viên còn có thêm 3 nút chặn (Blocked) nhỏ tương ứng với 3 huấn luyện viên còn lại. Khi chọn nút chặn, huấn luyện viên sẽ ngăn chặn một huấn luyện viên khác có quyền tranh giành thí sinh của mình, và họ chỉ có 1 quyền chặn duy nhất trong suốt vòng Giấu mặt. Huấn luyện viên bị chặn sẽ không hề biết gì cho đến khi bấm chọn và xoay ghế lại. 
Ở mùa 6 (2019), chiếc ghế của huấn luyện viên Hồ Hoài Anh sẽ được giữ cố định; huấn luyện viên này có thể bấm chọn thí sinh ngay cả khi thí sinh trình diễn xong và được lựa chọn không giới hạn số lượng thí sinh, tuy nhiên thí sinh chỉ có thể về với đội Hồ Hoài Anh khi 3 huấn luyện viên còn lại không bấm chọn. Ngoài ra mùa này còn áp dụng luật mới - quyền Hoán đổi (Switch); quyền này chỉ thực hiện một lần duy nhất với mỗi huấn luyện viên và khi sử dụng quyền Hoán đổi thì các huấn luyện viên sẽ phải loại đi một trong số 10 thí sinh đã lựa chọn ban đầu.

### Vòng Đối đầu (Battle Round)
10 thí sinh trong mỗi đội sẽ được chia thành 5 cặp đối đầu. Mỗi cặp sẽ trình bày một ca khúc được tập luyện từ trước trên sân khấu dưới sự giám sát của huấn luyện viên và cố vấn của huấn luyện viên đó. Sau màn đối đầu, huấn luyện viên sẽ xướng tên một người trong mỗi cặp đấu là người chiến thắng và có quyền đi tiếp vào vòng trong. Huấn luyện viên mỗi đội cũng có thể bấm nút cứu 2 thí sinh đã bị loại của 3 huấn luyện viên còn lại. Luật chơi của vòng Giấu mặt lúc này sẽ được áp dụng, nghĩa là nếu thí sinh chỉ có một huấn luyện viên cứu thì mặc nhiên thí sinh đó thuộc về huấn luyện viên này và lọt vào vòng Đo ván. Nếu thí sinh có nhiều huấn luyện viên muốn cứu thì quyền quyết định thuộc về thí sinh. 
Ở mùa giải thứ 6 (2019), bên cạnh quyền cứu thí sinh không được chọn từ đội khác, các huấn luyện viên sẽ cân nhắc thí sinh bị loại có cơ hội ngồi vào ghế chờ trong phòng Last choice. Chiếc ghế này sẽ không cố định, thí sinh nào trụ lại trên ghế chờ sau khi tất cả các tiết mục trong đội hoàn thành sẽ giành quyền đi tiếp.  rong trường hợp thí sinh vừa nhận được quyền cứu và quyền cướp từ huấn luyện viên khác, thí sinh có quyền quyết định ở lại đội hoặc về với đội khác. Sau vòng Đối đầu, mỗi đội sẽ có 7 thí sinh đi tiếp (5 thí sinh chiến thắng, 1 thí sinh trong phòng chờ và 1 thí sinh cướp từ đội khác) vào vòng Đo ván. Ngoài ra, đội huấn luyện viên Hồ Hoài Anh ở mùa giải này còn được quyền quyết định hình thức thi, thời gian, cách thức lựa chọn mà không chịu sự áp lực của luật chơi vòng này.

### Vòng Đo ván (Cross Battle Round)
Các huấn luyện viên sẽ có quyền được thách đấu và bị thách đấu bởi ba huấn luyện viên còn lại. Huấn luyện viên thách đấu sẽ chọn 1 thí sinh trong đội mình và huấn luyện viên mình muốn thách đấu; thí sinh của huấn luyện viên thách đấu sẽ lên sân khấu và bốc thăm ngẫu nhiên tên thí sinh trong đội của huấn luyện viên bị thách đấu. Sau khi bốc thăm, hai thí sinh sẽ hát đơn ca hai bài hát khác nhau, khán giả tại trường quay sẽ bình chọn để xác định thí sinh được đi tiếp vào vòng Liveshow.

### Vòng Trình diễn (Liveshow)
Các thí sinh sẽ thể hiện bản lĩnh sân khấu và giọng hát của mình bằng một bài hát đơn ca trước bốn huấn luyện viên và khán giả tại trường quay. Thí sinh có được đi tiếp hay không phụ thuộc vào tổng lượt bình chọn của khán giả. Ở đêm Chung kết, lượt bình chọn của khán giả sẽ quyết định người chiến thắng.

## Huấn luyện viên và thí sinh
| Huấn luyện viên | Mùa | Mùa | Mùa | Mùa | Mùa | Mùa | Mùa |
| Huấn luyện viên | 1   | 2   | 3   | 4   | 5   | 6   |     |
| --------------- | --- | --- | --- | --- | --- | --- | --- |
| Thu Minh        | ✔️  |     |     | ✔️  |     |     |     |
| Đàm Vĩnh Hưng   | ✔️  | ✔️  | ✔️  |     |     |     |     |
| Hồ Ngọc Hà      | ✔️  |     |     |     |     |     |     |
| Trần Lập        | ✔️  |     |     |     |     |     |     |
| Mỹ Linh         |     | ✔️  |     |     |     |     |     |
| Hồng Nhung      |     | ✔️  |     |     |     |     |     |
| Quốc Trung      |     | ✔️  |     |     |     |     |     |
| Mỹ Tâm          |     |     | ✔️  |     |     |     |     |
| Tuấn Hưng       |     |     | ✔️  |     |     | ✔️  |     |
| Thu Phương      |     |     | ✔️  |     | ✔️  |     |     |
| Đông Nhi        |     |     |     | ✔️  |     |     |     |
| Noo Phước Thịnh |     |     |     | ✔️  | ✔️  |     |     |
| Tóc Tiên        |     |     |     | ✔️  | ✔️  |     |     |
| Lam Trường      |     |     |     |     | ✔️  |     |     |
| Tuấn Ngọc       |     |     |     |     |     | ✔️  |     |
| Thanh Hà        |     |     |     |     |     | ✔️  |     |
| Hồ Hoài Anh     |     |     |     |     |     | ✔️  |     |

| Mùa | Quán quân           | Á quân               | Á quân            | Á quân                 | Á quân             | Hạng 5         |               | Huấn luyện viên | Huấn luyện viên | Huấn luyện viên | Huấn luyện viên |
| --- | ------------------- | -------------------- | ----------------- | ---------------------- | ------------------ | -------------- | ------------- | --------------- | --------------- | --------------- | --------------- |
| 1   | Phạm Thị Hương Tràm | Đinh Thị Thanh Hương | Lê Phạm Xuân Nghi | Nguyễn Kiên Giang      | Không có           | Không có       | Đàm Vĩnh Hưng | Thu Minh        | Hồ Ngọc Hà      | Trần Lập        |                 |
| 2   | Vũ Thảo My          | Vũ Cát Tường         | Nguyễn Hoàng Tôn  | Trần Vũ Hà My          | Không có           | Không có       | Mỹ Linh       | Đàm Vĩnh Hưng   | Hồng Nhung      | Quốc Trung      |                 |
| 3   | Nguyễn Đức Phúc     | Trần Thị Tố Ny       | Nguyễn Hoàng Dũng | Lê Thị Hải Yến         | Không có           | Không có       | Đàm Vĩnh Hưng | Mỹ Tâm          | Thu Phương      | Tuấn Hưng       |                 |
| 4   | Ali Hoàng Dương     | Nguyễn Anh Tú        | Nguyễn Hiền Mai   | Hồ Thị Hiền            | Ngô Anh Đạt        | Không có       | Tóc Tiên      | Thu Minh        | Noo Phước Thịnh | Đông Nhi        |                 |
| 5   | Trần Ngọc Ánh       | Đặng Thị Thái Bình   | Trần Gia Nghi     | Nguyễn Minh Ngọc       | Không có           | Dương Quốc Anh | Thu Phương    | Lam Trường      | Tóc Tiên        | Noo Phước Thịnh |                 |
| 6   | Hoàng Đức Thịnh     | Lâm Bảo Ngọc         | Nhóm DOMINIX      | Nguyễn Hải Anh (Layla) | Trần Lê Bích Tuyết | Không có       | Hồ Hoài Anh   | Thanh Hà        | Tuấn Ngọc       | Tuấn Hưng       |                 |

## Tổng quan các mùa

### Mùa 1
Mùa đầu tiên bắt đầu từ ngày 8 tháng 7 năm 2012 và được chiếu trên kênh VTV3, với 4 huấn luyện viên Thu Minh, Trần Lập, Hồ Ngọc Hà và Đàm Vĩnh Hưng. Họ sẽ dẫn dắt một nhóm gồm 14 người.
Mùa này chưa có luật cướp thí sinh cũng như vòng đo ván.
Ngôi vị quán quân của mùa này thuộc về Hương Tràm của đội huấn luyện viên Thu Minh.
| Thứ hạng | Thí sinh             | Huấn luyện viên | Kết quả   |
| -------- | -------------------- | --------------- | --------- |
| 1        | Phạm Thị Hương Tràm  | Thu Minh        | Quán quân |
| 2        | Đinh Thị Thanh Hương | Hồ Ngọc Hà      | Á quân    |
| 2        | Lê Phạm Xuân Nghi    | Đàm Vĩnh Hưng   | Á quân    |
| 2        | Nguyễn Kiên Giang    | Trần Lập        | Á quân    |

Thí sinh mùa 1 gồm:
| Thứ hạng        | Thứ hạng | Đội Đàm Vĩnh Hưng    | Đội Thu Minh             | Đội Hồ Ngọc Hà            | Đội Trần Lập           |
| --------------- | -------- | -------------------- | ------------------------ | ------------------------- | ---------------------- |
| Vòng trình diễn | TOP 4    | Lê Phạm Xuân Nghi    | Phạm Thị Hương Tràm      | Đinh Thị Thanh Hương      | Nguyễn Kiên Giang      |
| Vòng trình diễn | TOP 8    | Đồng Lan             | Nguyễn Trúc Nhân         | Bùi Anh Tuấn              | Trần Thị Kim Loan (†)  |
| Vòng trình diễn | TOP 12   | Phan Ngọc Luân       | Đỗ Xuân Sơn              | Tiêu Châu Như Quỳnh       | Nguyễn Thùy Linh       |
| Vòng trình diễn | TOP 16   | Vũ Thanh Hằng        | Dương Trần Nghĩa         | Đào Bá Lộc                | Nguyễn Văn Thắng       |
| Vòng trình diễn | TOP 20   | Nguyễn Trọng Khương  | Nguyễn Khánh Phương Linh | Nguyễn Thị Thái Trinh     | Nguyễn Hoài Bảo Anh    |
| Vòng trình diễn | TOP 28   | Phạm Dũng Hà         | Đặng Thị Thu Thủy        | Nguyễn Hương Giang (Gigi) | Huỳnh Anh Tuấn         |
| Vòng trình diễn | TOP 28   | Nguyễn Quỳnh Trang   | Phạm Thị Ngân Bình       | Thiều Bảo Trang           | Nguyễn Thị Thảo Nguyên |
| Vòng đối đầu    | Bị loại  | Nguyễn Trang Diễm My | Nguyễn Đức Quang         | Nguyễn Hoàng Đức          | Lương Minh Trí         |
| Vòng đối đầu    | Bị loại  | Vũ Kim Cương         | Hoàng Thị Uyên           | Trần Hồng Dương           | Đỗ Lệ Quyên            |
| Vòng đối đầu    | Bị loại  | Hoàng Mạnh           | Nguyễn Phú Luân          | Bùi Caroon                | Nguyễn Hoàng Triều     |
| Vòng đối đầu    | Bị loại  | Đặng Thị Hoài Trinh  | Trần Nguyên Long         | Phạm Hữu Thuận            | Hà Văn Đông            |
| Vòng đối đầu    | Bị loại  | Đinh Thị Thu Thùy    | Mai Khánh Linh           | Trang Quốc Cường          | Trần Thị Thanh Thủy    |
| Vòng đối đầu    | Bị loại  | Phạm Mai Anh         | Nguyễn Ngọc Gia Bảo      | Kiều Minh Quyền           | K'sor Đức              |
| Vòng đối đầu    | Bị loại  | Trần Hoàng Anh       | Dương Quốc Huy           | Lê Thị Lê Vy              | Nguyễn Quốc Dũng       |

### Mùa 2
Mùa 2 bắt đầu từ ngày 19 tháng 5 năm 2013, với 4 huấn luyện viên là Quốc Trung, Hồng Nhung, Mỹ Linh và Đàm Vĩnh Hưng. Mỗi đội mùa này sẽ có 16 thí sinh.
Mùa thi này có sự đổi mới trong vòng đối đầu, với việc huấn luyện viên của các đội còn lại có thể cứu thí sinh đã bị loại của huấn luyện viên đội ban đầu. Sau vòng này, đội của mỗi huấn luyện viên sẽ có 10 thí sinh vào tham gia vào vòng thi tiếp theo (vòng đo ván). Kết thúc vòng đo ván, mỗi đội chỉ còn 5 thí sinh đi tiếp vào vòng trình diễn để chọn ra một người thắng cuộc.
Quán quân mùa này là Thảo My thuộc đội huấn luyện viên Đàm Vĩnh Hưng.
| Thứ hạng | Thí sinh         | Huấn luyện viên | Kết quả   |
| -------- | ---------------- | --------------- | --------- |
| 1        | Vũ Thảo My       | Đàm Vĩnh Hưng   | Quán quân |
| 2        | Vũ Cát Tường     | Hồng Nhung      | Á quân    |
| 2        | Nguyễn Hoàng Tôn | Mỹ Linh         | Á quân    |
| 2        | Trần Vũ Hà My    | Quốc Trung      | Á quân    |

Thí sinh mùa 2 gồm:
| Thứ hạng        | Thứ hạng            | Đội Mỹ Linh          | Đội Đàm Vĩnh Hưng     | Đội Hồng Nhung          | Đội Quốc Trung        |
| --------------- | ------------------- | -------------------- | --------------------- | ----------------------- | --------------------- |
| Vòng trình diễn | TOP 4               | Nguyễn Hoàng Tôn     | Vũ Thảo My            | Vũ Cát Tường            | Trần Vũ Hà My         |
| Vòng trình diễn | TOP 8               | Nguyễn Thái Quang    | Nguyễn Song Tú        | Phạm Hà Linh            | Trần Thái Châu        |
| Vòng trình diễn | TOP 12              | Dương Hoàng Yến      | Nguyễn Ngọc Trâm      | Âu Bảo Ngân             | Đinh Thị My Hoàn      |
| Vòng trình diễn | TOP 16              | Trần Thị Diễm Hương  | Nguyễn Trần Minh Sang | Đỗ Thành Nam            | Phạm Khánh Duy        |
| Vòng trình diễn | TOP 20              | Trần Huyền My        | Nguyễn Văn Viết       | Hoàng Nhật Minh         | Nguyễn Lâm Hoàng Phúc |
| Vòng đo ván     |                     |                      |                       |                         |                       |
| Bị loại         | Nguyễn Thị Ý Nhi    | Nguyễn Sơn Hải       | Trương Thảo Nhi       | Lý Minh Trí             |                       |
| Bị loại         | Phạm Thị Thanh Trúc | Nguyễn Đức Thuận     | Lưu Thanh Thanh       | Nông Tiến Bắc           |                       |
| Bị loại         | Nguyễn Phan Tuấn    | Nguyễn Quân          | Trần Thị Hoàng Oanh   | Lê Nguyệt Anh           |                       |
| Bị loại         | Nguyễn Nhật Thu     | Trần Thị Hồng Gấm    | Nguyễn Xuân Lân       | Nguyễn Dương Nhật Quang |                       |
| Bị loại         | Đỗ Hoàng Viễn Dương | Phạm Quốc Huy        | Nguyễn Thị Khánh Ly   | Trần Đào Anh Vũ         |                       |
| Vòng đối đầu    | Được cứu            |                      | Vũ Cát Tường          | Phạm Khánh Duy          | Nguyễn Văn Viết       |
| Vòng đối đầu    | Được cứu            |                      | Phạm Hà Linh          | Phạm Thanh Trúc         | Nguyễn Quân           |
| Vòng đối đầu    | Được cứu            |                      | Trần Thị Diễm Hương   | Đinh Thị My Hoàn        |                       |
| Vòng đối đầu    | Bị loại             | Nguyễn Văn Tây       | Hoàng Thiên Minh Trị  | Y Kroc                  | Phạm Gia Bảo          |
| Vòng đối đầu    | Bị loại             | Nguyễn Hồng Nhung    | Nguyễn Trà My         | Đoàn Mạnh Thắng         | Huỳnh Nữ Thủy Tiên    |
| Vòng đối đầu    | Bị loại             | Trần Hoàng           | Đinh Quốc Anh Huy     | Hồ Khánh Hà             | Trương Ngọc Dung      |
| Vòng đối đầu    | Bị loại             | Trần Thụy Bình Quyên | Đặng Đăng Thanh       | Nguyễn Đức Tùng         | Thân Trọng Nghĩa      |
| Vòng đối đầu    | Bị loại             | Lê Thùy An           | Nguyễn Bá Phú Quý     | Trần Cao Cẩm Tú         | Trần Tuấn             |
| Vòng đối đầu    | Bị loại             | Lê Đức Hùng          |                       |                         | Phạm Thị Ngọc Lan     |
| Vòng đối đầu    | Bị loại             | Nguyễn Đình Nhân     |                       |                         |                       |
| Vòng đối đầu    | Bị loại             | Ngô Huỳnh Trúc Vy    |                       |                         |                       |

### Mùa 3
Mùa 3 bắt đầu phát sóng từ ngày 10 tháng 5 năm 2015, với 4 huấn luyện viên Tuấn Hưng, Mỹ Tâm, Thu Phương và Đàm Vĩnh Hưng. Mỗi đội mùa nay sẽ có 11 thí sinh.
Mùa thi này có sự thay đổi với việc huấn luyện viên của các đội còn lại có thể cướp 2 thí sinh đã bị loại của huấn luyện viên đội ban đầu trong vòng đối đầu. Sau vòng này, đội của mỗi huấn luyện viên sẽ có 7 thí sinh vào tham gia vào vòng trình diễn (không có vòng đo ván).
Quán quân mùa này là Đức Phúc thuộc đội huấn luyện viên Mỹ Tâm.
| Thứ hạng | Thí sinh          | Huấn luyện viên | Kết quả   |
| -------- | ----------------- | --------------- | --------- |
| 1        | Nguyễn Đức Phúc   | Mỹ Tâm          | Quán quân |
| 2        | Trần Thị Tố Ny    | Đàm Vĩnh Hưng   | Á quân    |
| 2        | Nguyễn Hoàng Dũng | Thu Phương      | Á quân    |
| 2        | Lê Thị Hải Yến    | Tuấn Hưng       | Á quân    |

Thí sinh mùa 3 gồm:
| Thứ hạng        | Thứ hạng | Đội Đàm Vĩnh Hưng                     | Đội Mỹ Tâm                           | Đội Thu Phương         | Đội Tuấn Hưng                            |
| --------------- | -------- | ------------------------------------- | ------------------------------------ | ---------------------- | ---------------------------------------- |
| Vòng trình diễn | TOP 4    | Trần Thị Tố Ny                        | Nguyễn Đức Phúc                      | Nguyễn Hoàng Dũng      | Lê Thị Hải Yến                           |
| Vòng trình diễn | TOP 8    | Nguyễn Hồng Nhung                     | Nguyễn Cao Bảo Uyên                  | Nguyễn Kiều Anh        | Vũ Bùi Thu Thủy                          |
| Vòng trình diễn | TOP 12   | Thái Ngọc Bảo Trâm                    | Phạm Thị Vân Anh                     | Phùng Khánh Linh       | Hoàng Mai Hạ Vy                          |
| Vòng trình diễn | TOP 16   | Vũ Thị Phượng                         | Đào Ngọc Sang                        | Phạm Anh Duy           | Trần Đăng Quang                          |
| Vòng trình diễn | TOP 20   | Nguyễn Thị Thùy Linh                  | Nguyễn Thị Thu Thủy                  | Quách Cẩm Lê           | Nguyễn Diệu Mi                           |
| Vòng trình diễn | TOP 28   | Lê Quốc Vương                         | Lê Thái Sơn                          | Lê Hữu Toàn            | Trần Thị Lan                             |
| Vòng trình diễn | TOP 28   | Nguyễn Quỳnh Như                      | Lê Hải Yến                           | Trần Thu Hòa           | Nguyễn Thái Dương                        |
| Vòng đối đầu    | Được cứu | Trần Thu Hòa                          |                                      | Nguyễn Quỳnh Như       | Thái Ngọc Bảo Trâm                       |
| Vòng đối đầu    | Được cứu |                                       |                                      | Lê Thái Sơn Lê Hải Yến | Lê Hữu Toàn                              |
| Vòng đối đầu    | Được cứu | Nguyễn Thái Dương                     |                                      |                        |                                          |
| Vòng đối đầu    | Được cứu | Trần Thị Lan                          |                                      |                        |                                          |
| Vòng đối đầu    | Bị loại  | Nguyễn Thành Long                     | Nguyễn Hoàng Phong                   | Nguyễn Nho Anh Vũ      | Huỳnh Thụy Thanh Tú                      |
| Vòng đối đầu    | Bị loại  | Dương Thành Nam Nguyễn Thị Thu Phượng | Trương Ny                            |                        | Nguyễn Đặng Huyền Nga                    |
| Vòng đối đầu    | Bị loại  | Nguyễn Thị Thu Hằng                   | Nguyễn Ngọc Linh Trang Võ Thị Thương |                        | Nguyễn Thị Minh Uyên Lê Phương Thảo Linh |
| Vòng đối đầu    | Bị loại  | Trần Quốc Khánh                       | Phạm Phương Liên Trà                 |                        |                                          |
| Vòng đối đầu    | Bị loại  | Trần Thị Thương Hoài                  |                                      |                        |                                          |

### Mùa 4
Mùa 4 bắt đầu phát sóng từ ngày 12 tháng 2 năm 2017, với 4 huấn luyện viên Thu Minh, Noo Phước Thịnh, Đông Nhi và Tóc Tiên.
11 thí sinh trong đội sẽ được chia ra thành mỗi nhóm 2 (3) người. Mỗi nhóm sẽ trình bày một ca khúc được huấn luyện viên của đội đó chọn lựa và tập luyện từ trước trên sân khấu. huấn luyện viên sẽ chọn ra một thí sinh xuất sắc nhất trong mỗi nhóm để bước tiếp vào vòng trong. Sau vòng đối đầu, mỗi huấn luyện viên sẽ có 5 thí sinh do họ chọn chiến thắng trong vòng đối đầu và 1 thí sinh bị thua cuộc trong 1 trận đối đầu trong đội được cứu, tổng cộng là 6 thí sinh của mỗi huấn luyện viên bước tiếp vào vòng đo ván.
Vòng đo ván có thể thức gần giống vòng đối đầu khi các huấn luyện viên tiếp tục chia cặp đấu, chia thành 3 cặp mỗi đội. Nhưng 2 người trong cặp được chọn sẽ hát 2 bài khác nhau, sau đó huấn luyện viên sẽ chọn 1 thí sinh đi tiếp. Thí sinh còn lại vẫn còn cơ hội để đi tiếp. Ở đây, cơ hội đi tiếp được hiểu là thí sinh đó không thuộc về đội của huấn luyện viên của mình nữa. Mà 1 trong 3 huấn luyện viên còn lại sẽ bấm nút để cứu thí sinh đó và thí sinh đó sẽ về đội của huấn luyện viên đó. Sau vòng đo ván, mỗi đội còn lại 4 thí sinh trong đó có 3 thí sinh của mỗi đội chiến thắng vòng đo ván và 1 thí sinh cướp được từ đội khác.
Khác với các mùa giải trước, các vòng trình diễn đều được ghi hình trước, ngoại trừ đêm chung kết trao giải phát sóng trực tiếp.
Quán quân mùa này là Nguyễn Ngọc Dương thuộc đội huấn luyện viên Thu Minh.
| Thứ hạng | Thí sinh          | Huấn luyện viên | Kết quả   |
| -------- | ----------------- | --------------- | --------- |
| 1        | Nguyễn Ngọc Dương | Thu Minh        | Quán quân |
| 2        | Nguyễn Anh Tú     | Đông Nhi        | Á quân    |
| 2        | Nguyễn Hiền Mai   | Noo Phước Thịnh | Á quân    |
| 2        | Hiền Hồ           | Tóc Tiên        | Á quân    |
| 2        | Ngô Anh Đạt       | Noo Phước Thịnh | Á quân    |

Thí sinh mùa 4 gồm:
| Thứ hạng        | Thứ hạng | Đội Tóc Tiên                | Đội Thu Minh                           | Đội Noo Phước Thịnh            | Đội Đông Nhi                   |
| --------------- | -------- | --------------------------- | -------------------------------------- | ------------------------------ | ------------------------------ |
| Vòng trình diễn | TOP 5    | Hồ Thị Hiền                 | Nguyễn Ngọc Dương                      | Nguyễn Hiền Mai                | Nguyễn Anh Tú                  |
| Vòng trình diễn | TOP 5    | Hồ Thị Hiền                 | Nguyễn Ngọc Dương                      | Ngô Anh Đạt                    | Nguyễn Anh Tú                  |
| Vòng trình diễn | TOP 8    | Huỳnh Phương Mai            | Trần Anh Đức                           |                                | Han Sara                       |
| Vòng trình diễn | TOP 12   | Nguyễn Dương Thuận          | Trần Tùng Anh                          | Phan Thị Thanh Nga             | Trần Thị Huyền Dung            |
| Vòng trình diễn | TOP 16   | Đào Trọng Tín               | Phạm Hải Anh                           | Đặng Thị Thu Hà                | Nguyễn Thạc Giáng My           |
| Vòng đo ván     | Được cứu | Đào Trọng Tín               | Phạm Hải Anh                           | Đặng Thị Thu Hà                | Han Sara                       |
| Vòng đo ván     | Bị loại  | Phạm Hải Anh                | Đào Trọng Tín                          | Han Sara                       | Đặng Thị Thu Hà                |
| Vòng đo ván     | Bị loại  | Đặng Tuấn Phong             | Phạm Văn Minh                          | Nguyễn Anh Phong               | Thái Ngọc Bảo Trâm1            |
| Vòng đo ván     | Bị loại  | Hoàng Mỹ Linh               | Phạm Thị Mỹ Linh                       | Lương Minh Trí2                | Phan Thị Ngọc Thương           |
| Vòng đối đầu    | Được cứu | Phạm Hải Anh                | Phạm Thị Mỹ Linh                       | Phan Thị Thanh Nga             | Đặng Thị Thu Hà                |
| Vòng đối đầu    | Bị loại  | Lê Quốc Đạt                 | Lương Song Hào & Lương Ngọc Hiệp       | Nguyễn Ngọc Phát               | Nguyễn Thảo Phương             |
| Vòng đối đầu    | Bị loại  | Trần Hải Linh               | Nguyễn Ngọc Duy                        | Lê Hồng Phi                    | Nguyễn Đức Tài                 |
| Vòng đối đầu    | Bị loại  | Nguyễn Đức Huy Hoàng        | Nguyễn Hồng Ngọc                       | Phan Tuấn Anh                  | Ngô Đức Huy                    |
| Vòng đối đầu    | Bị loại  | Ngô Lan Hương Bùi Hoàng Yến | Nie Y Hon & Kpa H'Quyên Đào Tâm Phương | Phạm Chí Huy Huỳnh Thị Ngọc Ny | Đỗ Công Linh Nguyễn Đoàn Thanh |

^1 Thái Ngọc Bảo Trâm từng là thí sinh đội Đàm Vĩnh Hưng trong Giọng hát Việt mùa thứ ba và dừng chân tại vòng tứ kết (Liveshow 7).
^2 Lương Minh Trí từng là thí sinh đội Trần Lập trong Giọng hát Việt mùa thứ nhất và dừng chân tại vòng đối đầu 2012, thua trước Nguyễn Kiên Giang.

### Mùa 5
Mùa 5 bắt đầu phát sóng từ ngày 20 tháng 5 năm 2018, với 4 vị huấn luyện viên Lam Trường, Noo Phước Thịnh, Tóc Tiên và Thu Phương.
Mỗi huấn luyện viên sẽ chia 10 thí sinh trong đội của mình làm 5 cặp song ca, đồng thời chọn cho mỗi cặp song ca một bài hát. Hai thí sinh này sẽ được chính huấn luyện viên và người cộng tác (của huấn luyện viên đó) hướng dẫn để có phần trình diễn tốt nhất trên sân khấu.
Sau thời gian hướng dẫn, vòng đối đầu được ghi hình. Sân khấu sẽ được thiết kế giống như một võ đài và hai thí sinh bước ra cùng trình diễn bài hát đã được tập trước các huấn luyện viên. Sau cuộc thi đấu, các huấn luyện viên đưa ra lời nhận xét. Ba huấn luyện viên còn lại có thể đưa ra dự đoán thí sinh lọt vào vòng trong theo ý thích, nhưng quyền quyết định thí sinh nào ở lại và thí sinh nào ra về lại thuộc về huấn luyện viên chủ quản của hai thí sinh đó.
Sau khi huấn luyện viên chủ quản nhận xét xong thì sẽ quyết định một người lọt vào vòng Đo ván. Thí sinh còn lại chính thức không còn là người của đội huấn luyện viên chủ quản. Khi đó, ba huấn luyện viên còn lại chính thức bước vào cuộc cạnh tranh mới: cứu thí sinh. Nếu họ thích thí sinh bị loại này, họ có quyền nhấn vào nút "CỨU" trước mặt. Lúc này luật chơi lại giống vòng Giấu mặt. Nếu thí sinh chỉ có một huấn luyện viên cứu thì mặc nhiên thí sinh đó thuộc về huấn luyện viên này và lọt vào vòng Đo ván. Nếu thí sinh có nhiều huấn luyện viên muốn cứu thì quyền quyết định theo đội nào sẽ thuộc về thí sinh. Mỗi huấn luyện viên có 2 quyền cứu 2 thí sinh từ những đội khác qua đội mình cho vòng tiếp theo.
Ngoài ra, trong vòng đối đầu mùa 5 có 1 luật mới: huấn luyện viên sẽ có 1 quyền không loại cả hai thí sinh trong một cặp đối đầu với điều kiện 2 thí sinh đó phải ghép thành 1 cặp song ca cho đến khi bị loại và phải được cả hai thí sinh đồng ý ghép cặp. Nếu 1 trong 2 thí sinh không đồng ý ghép cặp thì huấn luyện viên vẫn phải loại 1 trong 2 như thường. Sau vòng Đối đầu, mỗi đội sẽ có 7 thí sinh (cặp thí sinh) đi tiếp vào vòng Đo ván.
Vòng Đo ván của mùa thứ 5 có sự thay đổi hoàn toàn về luật chơi so với các mùa trước. Các thí sinh sẽ không còn đấu với nhau trong nội bộ một đội mà sẽ đấu với các thí sinh của đội khác để giành lấy suất đi tiếp. Thí sinh của các đội khác nhau được bắt cặp thi Đo ván theo hình thức "bốc thăm may mắn" và một loại 1. Mỗi huấn luyện viên có 3 lần được quyền đưa ra lời thách đấu và mỗi lần thách đấu với 1 huấn luyện viên khác nhau. huấn luyện viên đưa ra thách đấu được chọn học trò bước lên sân khấu Đo ván. Thí sinh lựa chọn đối thủ từ đội nhận lời thách đấu bằng cách bốc thăm ngẫu nhiên. Kết quả sẽ được phân định bởi hội đồng chuyên môn gồm 21 nhạc sĩ, nhà sản xuất âm nhạc cộng với tỉ lệ phần trăm khán giả trường quay bình chọn để chọn ra thí sinh thắng cuộc của mỗi trận đấu. Sau vòng Đo ván, số lượng thí sinh vào vòng Liveshow của các đội sẽ khác nhau tùy thuộc vào số lần thắng hay thua của đội đó trong các trận đấu.
Quán quân mùa này thuộc về Nguyễn Dương Thùy Trang của đội huấn luyện viên Noo Phước Thịnh.
| Thứ hạng | Thí sinh           | Huấn luyện viên | Kết quả   |
| -------- | ------------------ | --------------- | --------- |
| 1        | Trần Ngọc Ánh      | Noo Phước Thịnh | Quán quân |
| 2        | Đặng Thị Thái Bình | Tóc Tiên        | Á quân    |
| 2        | Trần Gia Nghi      | Noo Phước Thịnh | Á quân    |
| 2        | Nguyễn Minh Ngọc   | Noo Phước Thịnh | Á quân    |
| 2        | Dương Quốc Anh     | Lam Trường      | Top 5     |

Thí sinh mùa 5 gồm:
| Thứ hạng        | Thứ hạng                | Đội Thu Phương                        | Đội Lam Trường                           | Đội Tóc Tiên                 | Đội Noo Phước Thịnh        |
| --------------- | ----------------------- | ------------------------------------- | ---------------------------------------- | ---------------------------- | -------------------------- |
| Vòng trình diễn | TOP 5                   |                                       | Dương Quốc Anh (Alice Dưong)             | Đặng Thị Thái Bình           | Trần Ngọc Ánh              |
| Vòng trình diễn | TOP 5                   | Trần Gia Nghi                         | Dương Quốc Anh (Alice Dưong)             | Đặng Thị Thái Bình           |                            |
| Vòng trình diễn | TOP 5                   | Nguyễn Minh Ngọc                      | Dương Quốc Anh (Alice Dưong)             | Đặng Thị Thái Bình           |                            |
| Vòng trình diễn | TOP 7                   | Nguyễn Thị Thu Ngân                   |                                          | Lưu Hiền Trinh               |                            |
| Vòng trình diễn | TOP 10                  | Huỳnh Thanh Thảo                      |                                          | Lê Chánh Tín                 |                            |
| Vòng trình diễn | TOP 10                  | Đỗ Thành Nghiệp                       |                                          | Lê Chánh Tín                 |                            |
| Vòng trình diễn | TOP 14                  | Đặng Thị Mỹ Hằng                      | Huỳnh Phương Duy                         |                              | Hà Đức Tâm Đỗ Hoàng Dương1 |
| Vòng trình diễn | TOP 14                  | Đặng Thị Mỹ Hằng                      | Nguyễn Vũ Đoan Trang                     |                              | Hà Đức Tâm Đỗ Hoàng Dương1 |
| Vòng đo ván     | Bị loại                 | Đào Bình Nhi Vũ Tiến Việt (Việt Puzo) | Nguyễn Hương Giang (Gigi)2               | Nguyễn Hoàng Hải Vy          | Samuel Huỳnh An            |
| Vòng đo ván     | Bị loại                 | Phan Hằng My                          | Vũ Đức Mạnh                              | Lương Anh Vũ (Avin Lu) Y Lux | Vũ Phụng Tiên              |
| Vòng đo ván     | Bị loại                 | Đỗ Thị Phương Thảo                    | Trần Thị Hòa (An Nhiên) Hoàng Kiều Trang | Sim Chanponloue              | Nguyễn Kiều Oanh           |
| Vòng đo ván     | Bị loại                 |                                       | Hoàng Xuân Quỳnh                         | Dư Khôi Nguyên               |                            |
| Vòng đối đầu    |                         |                                       |                                          |                              |                            |
| Được cứu        | Sim Chanponloue         | Nguyễn Kiều Oanh                      | Nguyễn Vũ Đoan Trang                     | Hoàng Xuân Quỳnh             |                            |
| Được cứu        |                         | Đỗ Thành Nghiệp                       | Vũ Phụng Tiên                            | Đỗ Thị Phương Thảo           |                            |
| Được cứu        |                         |                                       | Dư Khôi Nguyên                           |                              |                            |
| Bị loại         | Bùi Đình Hoài Sa        | Triệu Thiên Bình                      | Trần Duy Anh                             | Hoàng Mạnh3                  |                            |
| Bị loại         | Nguyễn Thị Hà Thương    | Nguyễn Minh Tân                       | Hoàng Tùng Anh                           |                              |                            |
| Bị loại         | Nguyễn Duy Anh (An Duy) |                                       |                                          |                              |                            |

^1  Đỗ Hoàng Dương từng là thí sinh đội Hồ Hoài Anh & Lưu Hương Giang trong Giọng hát Việt nhí mùa thứ nhất và dừng chân vòng đối đầu, thua trước Hồ Văn Phong.
^2  Nguyễn Hương Giang từng là thí sinh đội Hồ Ngọc Hà mùa 2012 và dừng chân ở vòng Liveshow Top 7 đội (thua Tiêu Châu Như Quỳnh ở vòng sing-off trong liveshow 4).
^3  Hoàng Mạnh từng là thí sinh đội Đàm Vĩnh Hưng mùa 2012 và dừng chân ở vòng đối đầu, thua trước Phan Ngọc Luân. Hoàng Mạnh là thí sinh bị Noo Phước Thịnh loại vì thiếu kỷ luật trước khi diễn ra vòng Đối đầu.

### Mùa 6
Mùa 6 của chương trình được phát sóng từ ngày 14 tháng 4 năm 2019 với sự tham gia của 4 huấn luyện viên: danh ca Tuấn Ngọc, ca sĩ Thanh Hà, ca sĩ Tuấn Hưng và nhạc sĩ Hồ Hoài Anh.
Ở vòng Giấu mặt mùa này, Hồ Hoài Anh đóng vai trò là huấn luyện viên đặc biệt và được ưu tiên nhiều đặc quyền: ghế ngồi được cố định và không quay lưng lại với thí sinh, được xem toàn bộ tiết mục từ đầu của thí sinh, được bấm nút chọn thí sinh bất cứ lúc nào ngay cả khi đã trình diễn xong và không giới hạn số lượng thí sinh về đội (thí sinh chỉ được về đội huấn luyện viên Hồ Hoài Anh khi 3 huấn luyện viên còn lại không lựa chọn). Ngoài ra, mỗi huấn luyện viên có thêm 1 quyền Hoán đổi, bất cứ huấn luyện viên nào muốn nhận thêm thí sinh thứ 11 sẽ phải loại 1 thí sinh có sẵn trong đội của mình.
Vòng Đối đầu của mùa thứ 6 cũng bổ sung một chiếc ghế chờ ở căn phòng Last Choice (Sự lựa chọn cuối cùng). Với chiếc ghế chờ này, mỗi huấn luyện viên tạo thêm cơ hội đi tiếp cho những thí sinh thua cuộc sau mỗi cặp đấu. Chủ nhân chiếc ghế chờ có thể bị thay đổi nếu như sau đó có thí sinh xứng đáng hơn (theo đánh giá của huấn luyện viên). Riêng các cặp thí sinh của đội huấn luyện viên Hồ Hoài Anh sẽ thi đấu với nhau theo luật chơi do chính huấn luyện viên đó đưa ra. Các huấn luyện viên cũng sẽ có 2 quyền: Cứu (những thí sinh không được đi tiếp của đội khác) và Cướp (những thí sinh được ngồi vào ghế chờ), mỗi quyền chỉ được dùng 1 lần duy nhất (trừ huấn luyện viên Hồ Hoài Anh chỉ có quyền Cứu).
Quán quân mùa này thuộc về Đức Thịnh của đội huấn luyện viên Tuấn Ngọc.
| Thứ hạng | Thí sinh                                                                  | Huấn luyện viên | Kết quả   |
| -------- | ------------------------------------------------------------------------- | --------------- | --------- |
| 1        | Hoàng Đức Thịnh                                                           | Tuấn Ngọc       | Quán quân |
| 2        | Lâm Bảo Ngọc                                                              | Tuấn Hưng       | Á Quân    |
| 2        | Nhóm DOMINIX: Võ Đức Trí Hoàng Đức Toàn Nguyễn Minh Huy Nguyễn Quang Hiếu | Thanh Hà        | Á Quân    |
| 2        | Nguyễn Hải Anh (Layla)                                                    | Hồ Hoài Anh     | Á Quân    |
| 2        | Trần Lê Bích Tuyết                                                        | Thanh Hà        | Á Quân    |

Thí sinh mùa 6 gồm:
| Thứ hạng                               | Thứ hạng               | Đội Hồ Hoài Anh                                                                                      | Đội Thanh Hà                                                                      | Đội Tuấn Ngọc             | Đội Tuấn Hưng     |
| -------------------------------------- | ---------------------- | --- | --------------------------------------------------------------------------------- | ------------------------- | ----------------- |
| Vòng trình diễn                        | TOP 5                  | Nguyễn Hải Anh (Layla)                                                                               | Nhóm DOMINIX: - Võ Đức Trí - Hoàng Đức Toàn - Nguyễn Minh Huy - Nguyễn Quang Hiếu | Hoàng Đức Thịnh           | Lâm Bảo Ngọc      |
| Vòng trình diễn                        | TOP 5                  | Nguyễn Hải Anh (Layla)                                                                               | Trần Lê Bích Tuyết                                                                | Hoàng Đức Thịnh           | Lâm Bảo Ngọc      |
| Vòng trình diễn                        | TOP 7                  | Trần Thị Dung (Juky San)                                                                             | Diêu Ngọc Bích Trâm                                                               |                           |                   |
| Vòng trình diễn                        | TOP 9                  | |                                                                                   | Vũ Xuân Đạt               | Trần Duy Đạt      |
| Vòng trình diễn                        | TOP 15                 | Huỳnh Công Luận                                                                                      | Trần Đức Trường                                                                   | Văn Võ Ngọc Nhân (Bo Bắp) | Trần Hằng My1     |
| Vòng trình diễn                        | TOP 15                 | Phạm Thị Bảo Trân                                                                                    | Nguyễn Châu Nhi                                                                   | Văn Võ Ngọc Nhân (Bo Bắp) | Trần Hằng My1     |
| Vòng đo ván                            |                        | |                                                                                   |                           |                   |
| Chiếc vé may mắn (vào vòng trình diễn) |                        | Nhóm DOMINIX: - Võ Đức Trí - Hoàng Đức Toàn - Nguyễn Minh Huy - Nguyễn Quang Hiếu (bị loại ở đo ván) |                                                                                   |                           |                   |
| Được cứu                               | Nguyễn Hải Anh (Layla) | |                                                                                   |                           |                   |
| Bị loại                                | Vũ Đức Thịnh           | Bùi Tuấn Anh                                                                                         | Nguyễn Hải Anh                                                                    | Ella Beth                 |                   |
| Bị loại                                | Nguyễn Cát Tiên        | | Vương Chí Bảo                                                                     | Nguyễn Hoàng Bách         |                   |
| Bị loại                                |                        | | Nguyễn Thảo Vân                                                                   | Đỗ Hoài Nam               |                   |
| Bị loại                                |                        | | Phan Thị Huỳnh Giao                                                               | Lê Hồng Hòa Lê Hồng Hiếu  |                   |
| Vòng đối đầu                           | Last Choice            | | Diêu Ngọc Bích Trâm                                                               | Văn Võ Ngọc Nhân (Bo Bắp) | Trần Hằng My      |
| Vòng đối đầu                           | Được cứu               | Nguyễn Cathy                                                                                         |                                                                                   | Vũ Xuân Đạt               | Trần Duy Đạt      |
| Vòng đối đầu                           | Bị loại                | Nguyễn Khánh Linh                                                                                    | Vũ Xuân Đạt                                                                       | Trần Duy Đạt              | Nguyễn Cathy      |
| Vòng đối đầu                           | Bị loại                | Nguyễn Tùng Hiếu2                                                                                    | "Rosie" Đinh Bảo Yến                                                              | Trần Hồng Liên            | David Bryan       |
| Vòng đối đầu                           | Bị loại                | Hoàng Đình Quân                                                                                      | Nhóm INNO: - Lê Sỹ Thanh - Hà Duy Trường - Hà Việt Dũng                           | Nguyễn Trương Minh Nguyệt | Nguyễn Thanh Long |
| Vòng đối đầu                           | Bị loại                | Nguyễn Thùy Dương                                                                                    | Nguyễn Hoài Vũ                                                                    | Nguyễn Hoàng My           | Nguyễn Hoàng Huy  |
| Vòng đối đầu                           | Bị loại                | Đinh Nho Khoa                                                                                        |                                                                                   |                           |                   |
| Vòng đối đầu                           | Bị loại                | Hoàng Tùng Anh                                                                                       |                                                                                   |                           |                   |
| Vòng đối đầu                           | Bị loại                | Nguyễn Thị Trang                                                                                     |                                                                                   |                           |                   |
| Vòng đối đầu                           | Bị loại                | Trần Hà Thu                                                                                          |                                                                                   |                           |                   |
| Vòng đối đầu                           | Bị loại                | Nhóm MYSTERY: - Nguyễn Quốc Khánh - Lưu Vũ Đình Huy - Trần Vũ Huy                                    |                                                                                   |                           |                   |
| Vòng đối đầu                           | Bị loại                | Nhóm S2: - Lê Văn Khả My - Lê Khánh Linh - Võ Nguyễn Quỳnh Như - Lê Diễm                             |                                                                                   |                           |                   |
| Vòng đối đầu                           | Bị loại                | Nguyễn Cathy                                                                                         |                                                                                   |                           |                   |

^1  Trần Hằng My từng là thí sinh đội Hồ Hoài Anh & Lưu Hương Giang trong Giọng hát Việt nhí mùa thứ 3 và dừng chân ở liveshow 2.
^2  Nguyễn Tùng Hiếu từng là thí sinh đội Hồ Hoài Anh & Lưu Hương Giang trong Giọng hát Việt nhí mùa thứ nhất và dừng chân vòng đối đầu, thua trước Hồ Văn Phong

### Mùa 7
Sau 3 năm kể từ mùa thi thứ 6, vào tháng 12 năm 2022, Giọng hát Việt đã chính thức công bố khởi động mùa thứ bảy với hàng loạt thay đổi. Truyền hình Cáp Việt Nam (VTVCab) trở thành đơn vị sản xuất mới của chương trình thay thế Cát Tiên Sa, cùng với đó mùa 7 được hứa hẹn sẽ là phiên bản được đầu tư lớn nhất, thay đổi nhiều nhất và bám sát định dạng gốc nhất trong lịch sử của chương trình. Chương trình được lên kế hoạch sẽ phát sóng trên kênh HTV7 vào tháng 7 năm 2023, tuy nhiên đã phải hủy bỏ giữa chừng khi cuộc thi chỉ mới tiến hành đến vòng sơ tuyển.

## Tạm ngừng phát sóng
Trong suốt thời gian lên sóng, chương trình đã có 1 số lần phải tạm ngừng phát sóng do trùng thời điểm diễn ra sự kiện đăc biệt và phát sóng trở lại sau 7 ngày. Cụ thể:
- 20/10/2013, do trùng thời điểm diễn ra Chung kết Siêu mẫu Việt Nam 2013.
- 2/8/2015, do trùng thời điểm diễn ra đêm chung kết Thần tượng âm nhạc Việt Nam mùa thứ 6.